# Soner Demirtaş
Soner Demirtaş, född den 25 juni 1991 i Tokat, är en turkisk brottare.
Han tog OS-brons i mellanvikt i samband med de olympiska tävlingarna i brottning 2016 i Rio de Janeiro.